# King Kong (film fra 2005)
 For alternative betydninger, se King Kong (flertydig). (Se også artikler, som begynder med King Kong)
King Kong er et 2005 remake af 1933-filmen af samme navn. Filmen er instrueret, produceret og skrevet af Peter Jackson og har bl.a. Naomi Watts, Andy Serkis, Adrien Brody og Jack Black på rollelisten.
Filmen var nomineret til fire Oscars og vandt tre, bl.a. for bedste effekter og bedste lydmix.

## Medvirkende
- Naomi Watts / Kristine Yde Eriksen
- Jack Black / Donald Andersen
- Adrien Brody / Kenneth Christensen
- Andy Serkis
- Thomas Kretschmann / Peter Aude
- Colin Hanks / Niels Olsen
- Evan Parke / Andreas Hviid
- Lobo Chan / Lasse Lunderskov
- Kyle Chandler / Henning Moritzen
- John Sumner / Ulla Jensen
- Craig Hall / Anders Bircow
- Jed Brophy / Anders Bircow